# Šime Starčević
Šime Starčević (ur. 18 kwietnia 1784 w Žitniku k. Gospicia, zm. 14 maja 1859 w Karlobagu) – chorwacki duchowny, językoznawca i slawista, stryj Ante Starčevicia.

## Życiorys
Szkołę średnią ukończył w Varaždinie, a następnie kształcił się w Grazu i w Zagrzebiu. Wyświęcony na księdza w 1808 pracował w parafiach: Gospić, Lički Novi i Udbina. W 1814 został przeniesiony do Karlobagu.
W 1812 wydał w Trieście dwie swoje prace z zakresu językoznawstwa: Nòva ricsôslovica iliricska vojnicskoj mladosti krajicsnoj poklonjena i Nòva ricsôslovica iliricsko-francèzka. W tych dziełach użył miejscowej terminologii do opisu pojęć językoznawczych. W przypadku „gramatyki iliryjsko-francuskiej” była to pierwsza spisana gramatyka języka chorwackiego, zgodna z dialektem neosztokawskim. Trzydzieści lat później Starčević wydał kolejne prace poświęcone gramatyce języka chorwackiego, ale także własne homilie w dialekcie neosztokawskim.

## Dzieła
- 1812: Nova ricsoslovica iliricska: vojnicskoj mladosti krajicskoj poklonjena/trudom i nastojanjem Shime Starcsevicha xupnika od Novoga u Lici, wyd. Triest
- 1812: Nova ricsoslovica iliricsko-francezka: na potribovanje vojnicske mladosti iliricskih darxavah, wyd. Triest
- 1850: Homelie iliti Tumačenje svetog evengjelja za sve nedilje: od Došastja Gospodinova do poslidnje nedilje po Duhovih, wyd. Zadar
- 1854: Svagdanja pobožnost i prava izpovid kerstjanska po Shimi Starcsevichu. U Zagrebu. Tiskom i troškom F. Župana, wyd. Zagrzeb

## Pamięć
W 2008 w Karlobagu odsłonięto pomnik Šime Starčevicia, dłuta Ivana Golaca.